# Oszmianka
Oszmianka (biał. Ашмянка) – rzeka na Białorusi, lewy dopływ Wilii. 
Ma 105 km długości, a powierzchnia jej dorzecza to 1 490 km². Początek bierze na zachód od wsi Murowana Oszmianka. Płynie po północnej części obwodu grodzieńskiego. Wpada do Wilii na 279 kilometrze od jej ujścia. Jedyna większa miejscowość nad rzeką to Oszmiana.